# Manuel Mendoza (futbolista)
Manuel Mendoza (* Portoviejo, Ecuador, 19 de enero de 1989). es un futbolista ecuatoriano que juega de portero en Liga de Portoviejo de la Segunda Categoría de Ecuador.

## Trayectoria
Empezó en Liga de Portoviejo donde se mantuvo desde 2004 hasta el 2009, después fue transferido a Liga de Quito donde se quedó un año,  después volvió a Liga de Portoviejo y en el 2013 fue traspasado al Técnico Universitario.

## Clubes
| Club                  | País    | Año       |
| --------------------- | ------- | --------- |
| Liga de Portoviejo    | Ecuador | 2004-2009 |
| Liga de Quito         | Ecuador | 2010-2011 |
| Liga de Portoviejo    | Ecuador | 2011-2012 |
| Técnico Universitario | Ecuador | 2013      |